# Juana Miguela Petrocchi
Juana Miguela Petrocchi (nació el 23 de noviembre de 1893 en Avellaneda, provincia de Buenos Aires,  Argentina)  fue la primera entomóloga argentina profesional.

## Reseña biográfica
Juana Petrocchi cursó los estudios secundarios desde 1907 en el Liceo de Señoritas. Tenía facilidad para el dibujo desde niña y en 1910, la Dirección del Liceo le encargó la tarea de adornar un libro realizado en conmemoración de la Revolución de Mayo. Posteriormente, fue designada Ayudante de laboratorio de la Escuela Normal de Maestras N.° 6 de la Ciudad de Buenos Aires. 
Se recibió como Profesora de Educación Física en 1913.
Sin embargo, su habilidad para la ilustración la condujo a realizar estudios científicos. Comenzó a trabajar 1916 como dibujante en la Sección Zoológica del Museo del Instituto Bacteriológico. Allí comenzó a especializarse en el campo de la entomología, bajo dirección de Arturo Neiva,  investigador brasileño del área de entomología aplicada y discípulo de Oswaldo Cruz.
Junto al Dr. Peter Mülhens, reconocido especialista alemán en malaria, Petrocchi se concentró en el estudio de los mosquitos argentinos, transmisores del paludismo, realizando importantes aportes en la descripción de nuevas especies y sus hábitats.
Entre 1914 y 1917 cursó el doctorado en Ciencias Naturales en la Universidad de Buenos Aires.  
En 1920 había sido recomendada para desempeñarse como docente en la cátedra de zoología de la Facultad de Ciencias Físico-Naturales de Córdoba, pero logró obtener el puesto, posiblemente por sesgos de género.
En 1924 recorrió en viaje de estudio las provincias de Salta, Jujuy y Tucumán. En Jujuy identificó una nueva especie, el Anopheles rondani. Dictó un curso en la Universidad de la ciudad de Tucumán  al personal de la Defensa Antipalúdica. Recorrió posteriormente, en el mismo año, las provincias de Chaco y Formosa, llegando hasta Asunción del Paraguay. Recolectó diferentes muestras, sobre todo especies de Megarhinus, que depositó en el Museo del Instituto Bacteriológico, y le permitió investigar tanto la biología de Anopheles como Malariología y Hemozoología en Aves. Llegó a ser encargada de la Sección Entomológica del Instituto.
Había comenzado a preparar la tesis que adeudaba para obtener el título de Doctora en Ciencias Naturales. El título de la obra era “Contribución al estudio sistemático y biológico de los mosquitos argentinos”, sin embargo quedó inconclusa pues una apendicitis hipertóxica causó su muerte, el 7 de agosto de 1925, a los 31 años de edad.

## Contribución disciplinar
Petrocchi realizó la descripción de varias especies:
```
- Sabethes Neivai Petr.
- Wycomyia lateralis ( Petr.) 
- Culex chaquense Petr.
- Culex fusco Petr.
- Culex salteño Petr.
- Culex florense Petr.
- Psorophora Dyari Pet. (Psorophora purpurascens Edwards, 1922.) 
- Psorophora alboaurata Petr. (P. varinervis Edwards, 1922.)
- Megarhinus Neivai Petr.
- Megarhinus spc. (M. tucumanus Brethes, 1926. 11.) 
- Uranotaenia argentina Petr.(Uranotaenia natalia F. Lynch Arr., 1891.)
```

Petrocchi publicó 9 contribuciones en su especialidad. Los manuscritos inconclusos de los trabajos que tenía en preparación, fueron transferidos según su deseo a Delfina Molina y Vedia, quien los entregó a su vez al Director del Instituto Bacteriológico, Dr. Sordelli.
1. Anofelino trasmiscr de la Malaria encontrado en la Capital Federal, Revista del Instituto Bacteriológico Argentino, vol. II, pp. 295-302, 1919 (con dos láminas).
2. Estado actual de la sistemática de los Culicinae (mosquitos) en la República Argentina. Enumeración de especies, Revista del Instituto Bacteriológico Argentino, vol. III, N.° 3, pp. 83-93, 1923.
3. Las especies argentinas del género Anophcles, Physis, vol. VII, P. 139, (resumen de la comunicación presentada a la reunión que se celebró el 12 de agosto de 1923).
4. Sobre la presencia de Plasmodium Danilewsky y de Haemoþoteus spc. en la sangre de gorriones, Boletín de la Sociedad Argentina de Biología, 1924 (trabajo realizado en colaboración con el Dr. Zuccarini).
5. Mosquitos trasmisores, guía para su clasificación, publicación del Departamento Nacional de Higiene, 38 pp., 1924.
6. Descripción de un nuevo Anopheles, Revista del Instituto Bacteriológico Argentino; vol. IV, N. 1, pp. 69-75 (con 5 láminas).
7. Contribución al conocimiento de los Culicinae en la República Argentina. a) Género Taeniorhynchus F. Lynch Arr. 1891.
b) Psorophora confinis G. Lynch Arr. 1891. Su larva. Revista del Instituto Bacteriológico Argentino, vol. IV, pp. 98-104, 1925 (con una lámina en colores),
8. Estudio sobre paludismo y hematología en el Norte Argentino, Revista del Departamento Nacional de Fligiene, vol. IV, N. 3, Pp. 244-270, 1925 (en colaboración con los doctores Múlhens, Dios y Zuccarini).
9. Algunas especies nuevas de Culícidos Argentinos, Revista del Instituto Bacteriológico del Departamento Nacional de Higiene, en cuatro notas sobre especies nuevas de Dípteros Nematóceros o no, de la República Argentina (Primera nota) por los doctores Shannon y Del Ponte.
En 1924 Petrocchi, describió las condiciones medioambientales donde las larvas de A. pseudopuncti pennis :  
```
  Aguas claras, bien aireadas, con corrientes débiles y sobre todo en aguas muy poco profundas. Pequeños surgentes donde el agua surge y fluye despacio, formando riachuelos o arroyos entre las piedras y en la arena, sólo unos centímetros de profundidad, allí las larvas pululan entre las algas que flotan en el agua donde se refugian, escondiéndose de los predadores y alimentándose en estas mismas algas.
[
6
]
```

## Distinciones
El Dr. Peter Mühlens de Hamburgo envió un bronce recordatorio destinado a la tumba que guarda sus restos.
La  Asociación Argentina para el Progreso de las Ciencias instauró el Premio “Juana Petrocchi” en su honor.